# Bonhoeffer – Die letzte Stufe
Bonhoeffer – Die letzte Stufe ist eine US-amerikanisch-deutsch-kanadische Koproduktion von Eric Till aus dem Jahr 2000. Der dramatische Film erzählt die Lebensgeschichte des lutherischen Theologen und Widerstandskämpfers Dietrich Bonhoeffer.

## Handlung
Pastor Dietrich Bonhoeffer befindet sich in Sicherheit. Er ist in den USA, genießt dort die Freiheit und den Frieden, der in Deutschland durch die Nationalsozialisten bedroht ist. Dennoch kehrt er heim, zurück nach Deutschland. Dort prangert er in einer abendlichen Predigt die Unterwerfung unter Hitler an. Auch klagt er den Reichsbischof Ludwig Müller an, er schreibe die Bibel um, und Bonhoeffer stellt fest: „Nur wer für die Juden schreit, hat auch das Recht, gregorianisch zu singen“. Die Gestapo wird auf Dietrich Bonhoeffer aufmerksam. Er muss sich nun einmal wöchentlich bei der Gestapo melden, unterliegt einem Berufsverbot und darf nicht mehr predigen. Seiner Zwillingsschwester Sabine rät er bald darauf, mit ihrem jüdischen Ehemann aus Deutschland zu flüchten, die Gefahr durch die Nationalsozialisten sei mittlerweile zu hoch. Traurig folgt sie seinem Rat. In einer Zeit zunehmender Repressalien, einer Zeit, in der kaum noch jemandem zu trauen ist, trifft Bonhoeffer bei Ruth von Kleist-Retzow deren Enkelin, die junge Maria von Wedemeyer, wieder, die bei ihm im Konfirmandenunterricht war. Zeitgleich erfährt Bonhoeffer von Ruth, dass Deutschland sich neuerdings mit Polen im Krieg befände. Das Radio habe dies soeben gemeldet.
Bonhoeffer wird von seinem Schwager Hans von Dohnanyi als Kurier für die deutsche Abwehr angeworben, in welcher der Widerstand gegen Hitler brodelt. Damit wird ihm bescheinigt, dass er als Kriegswichtiger nicht eingezogen werden darf. Er gehört zu den Eingeweihten des Attentats von Rudolf-Christoph Freiherr von Gersdorff auf Adolf Hitler. Aber das besagte Attentat vom 21. März 1943 scheitert. Die Gestapo wird auf die Widerständler aufmerksam. Bonhoeffer gerät deshalb in Gestapo-Haft, wird dort immer wieder von neuem verhört. Im Gefängnis wird er ab und an von Maria von Wedemeyer, mit der er sich im Januar 1943 verlobt hatte, besucht. Gemeinsam hoffen sie auf seine Entlassung. Doch die Hoffnung erfüllt sich nicht.
Nach dem Attentat gegen Hitler vom 20. Juli 1944 werden viele der Regimegegner abgeurteilt und umgebracht. Auch der Fall Bonhoeffer gerät wieder ins Visier der Gestapo. Bonhoeffer, der sich immer noch im Gefängnis befindet, wird sodann am 9. April 1945 ins KZ Flossenbürg gebracht und ermordet.

## Hintergrund
Der Film wurde von der NFP Teleart (Berlin), der Norflicks Productions Ltd. sowie dem Ostdeutschen Rundfunk Brandenburg hergestellt. Den Verleih übernahmen Central Film (Deutschland) und Public Broadcasting Service (PBS) (USA).
Gedreht wurde in Deutschland, in der Tschechischen Republik und in Kanada.
Der Film hatte am 14. Juni 2000 seine Premiere in den USA. Seine Deutschland-Premiere hatte der Film am 24. August 2000. Es folgte die Premiere in Kanada am 10. September 2000. Neben der deutschen und englischen Fassung des Filmes existiert auch noch eine griechische Fassung.
Auf dem Monte-Carlo TV Festival gewann der Film 2000 den Preis für den besten Fernsehfilm. Auf dem Filmfest München gewann der Film 2000 mit seinem Regisseur Eric Till ebenfalls einen Preis. Außerdem war der Schauspieler Robert Joy für den Film 2001 beim Gemini Award für die Beste Leistung eines Schauspielers in einer Nebenrolle nominiert.

## Kritik
„‚Kennen Sie meine Enkelin Maria?‘ Aha, Bonhoeffers baldige Braut, erstes Treffen in schwerer Stunde. Angesichts der Knappheit solcher Szenen wäre man mit einem TV-Format deutlich besser beraten gewesen. Bezeichnenderweise gelangt der auf deutsche Innerlichkeit geschrumpfte Bonhoeffer erst in der Zelle zu wirklicher Geltung. Es spricht für den Film, dass man hier die Zeit für eines seiner Gedichte aufbringt. ‚Wer bin ich?‘ fragt er sich. ‚Bin ich beides zugleich? Vor Menschen ein Heuchler – und vor mir selbst ein wehleidiger Schwächling?‘“

## Medien
- DVD: Bonhoeffer – Die letzte Stufe; Gütersloher Verlagshaus
- DVD: Bonhoeffer – Agent of Grace
- VHS: Bonhoeffer – Agent of Grace